# ريتشارد مولر (مؤرخ)
ريتشارد مولر (بالألمانية: Richard Müller)‏ هو مؤرخ ألماني، ولد في 9 ديسمبر 1880 في Weira ‏ في ألمانيا، وتوفي في 11 مايو 1943 في برلين في ألمانيا.